# Штык (узел)
Штык (от нидерл. steek — «узел»; англ. hitch) — временный узел, который завязывают исключительно на опоре (цилиндрической формы или тросе), чтобы прикрепить трос с тягой под углом к опоре. После завязывания штыка, ходовой конец троса крепят к коренному при помощи схватки (или другого узла).
Штык, снятый с опоры, теряет свою форму, и в этом смысле штык — противоположен петлевому узлу, который, даже будучи снятым с опоры, сохраняет форму и может затягиваться или не затягиваться. Если обычную петлю завязывают на весу на руке и накидывают на опору для закрепления троса, то штык закрепляют непосредственно вокруг опоры.
Петлевой узел, если ввязан в кольцо, то выполняет роль штыка. Потому по морской традиции английского парусного флота, некоторые узлы (рыбацкий, гафельный, лисельный, фаловый, ревантовый, бревенчатый) считают исключениями, и хотя их причисляют к категории штыков, но по своей сути они являются соединяющими узлами. Поэтому штыки принято подразделять на два вида:
- Затягивающиеся (Snug Hitches) состоят из двух (и более) шлагов с ходовым концом троса, закреплённым под одним (и более) шлагом
- Незатягивающиеся (Loose Hitches) состоят из одного (и более) шлагов с ходовым концом троса, закреплённым вокруг коренного конца одним (или двумя) полуштыками

Согласно «Книге узлов Эшли», узлы, в общем, подразделяют на 4 класса:
- Штыковые (hitches) — прикрепляют верёвку к объекту[17][10][18]
- Соединяющие (bends) — соединяют концы верёвок вместе[19][20]
- Стопорные (knots) — утолщения на верёвке, петли, декоративные узлы[21]
- Сплесневые (splices) (огоны) — способ сращивания тросов[22]

## Перечень
| Основа   | Наименование                     | Описание | Изображение |
| -------- | -------------------------------- | --- | ----------- |
| Полуштык | Колышка                          | Бытовой стопорный штык как завершающий элемент многих узлов, предотвращающий развязывание                                                                                           |             |
| Полуштык | Колышка                          | Морской укорачивающий трос штык, в основе — пара колышек |             |
| Полуштык | Гачный узел                      | Морской крепёжный штык, сделанный на гаке для грузовых работ, в основе — полуштык                                                                                                   |             |
| Полуштык | Узел Гарда                       | Альпинистский тормозящий штык на паре карабинов, в основе — полуштык |             |
| Полуштык | Бекетовый узел                   | Морской крепёжный штык, сделанный на огоне для крепления такелажа, в основе — полуштык                                                                                              |             |
| Полуштык | Шкотовый узел                    | Морской крепёжный штык для соединения тросов, например, к середине троса, в основе — колышка с обносом                                                                              |             |
| Полуштык | Брам-шкотовый узел               | Морской крепёжный штык для соединения тросов, в основе — колышка со шлагом |             |
| Полуштык | Коровий узел                     | Бытовой крепёжный полусхватывающий штык, сделанный концом верёвки на опоре, в основе — пара противоположных полуштыков                                                              |             |
| Полуштык | Глухая петля                     | Бытовой крепёжный полусхватывающий штык, сделанный замкнутой петлёй верёвки на кольце, в основе — пара противоположных полуштыков                                                   |             |
| Полуштык | Кошачья лапа                     | Морской крепёжный полусхватывающий штык, сделанный тросом на гаке для грузовых работ, в основе — пара противоположных полуштыков                                                    |             |
| Полуштык | Обратный штык                    | Морской крепёжный полусхватывающий штык, сделанный концом троса на опоре, в основе — полуштык с обносом                                                                             |             |
| Полуштык | UIAA                             | Альпинистский тормозящий полусхватывающий штык на карабине, в основе — полуштык с обносом                                                                                           |             |
| Полуштык | Штык с обносом                   | Морской крепёжный полусхватывающий штык, сделанный концом троса на рангоуте, в основе — полуштык с обносом                                                                          |             |
| Полуштык | Двойной UIAA                     | Альпинистский тормозящий полусхватывающий штык с обносом на карабине, в основе — полуштык с двумя обносами                                                                          |             |
| Полуштык | Зигзаговый узел                  | Бытовой крепёжный полусхватывающий штык, завязанный на грузовом автомобиле, в основе — полуштык с двумя обносами                                                                    |             |
| Полуштык | Узел Мунтера мула                | Альпинистский полусхватывающий штык на карабине со сто́порным и контрольным узлами, в основе — полуштык с обносом                                                                    |             |
| Полуштык | Радиум                           | Альпинистский полусхватывающий штык на карабине с мини-полиспастом, в основе — полуштык с обносом                                                                                   |             |
| Полуштык | Сто́порный узел                   | Морской полусхватывающий штык со шлагами и колышкой, сделанный тросом (или цепью) на швартовом канате (или такелаже) в морском деле, в основе — полуштыки со шлагами                |             |
| Полуштык | Паловый узел                     | Морской крепёжный штык для крепления парусника за пал причала, в основе — пара противоположных полуштыков                                                                           |             |
| Полуштык | Польский узел                    | Крепёжный штык на карабине, в основе — пара противоположных полуштыков |             |
| Полуштык | Узел Прусика                     | Альпинистский схватывающий штык из двух оборотов на альпинистской верёвке, в основе — пара противоположных полуштыков с парой шлагов                                                |             |
| Полуштык | Тандем прусик                    | Пара схватывающих штыков из трёх оборотов на альпинистской верёвке, в основе — пара противоположных полуштыков со шлагами                                                           |             |
| Полуштык | Швабиш                           | Несимметричный схватывающий штык на альпинистской верёвке, в основе — пара противоположных полуштыков со шлагами                                                                    |             |
| Полуштык | Клемхайст                        | Альпинистский схватывающий штык на альпинистской верёвке, в основе — пара противоположных полуштыков со шлагами                                                                     |             |
| Полуштык | Карабинный узел                  | Альпинистский схватывающий штык из двух оборотов на карабине на альпинистской верёвке, в основе — пара противоположных полуштыков со шлагами                                        |             |
| Полуштык | Верблюжий узел                   | Бытовой схватывающий штык, в основе — пара противоположных полуштыков со шлагом |             |
| Полуштык | Шахтёрский узел                  | Бытовой схватывающий штык, в основе — пара одинаковых полуштыков |             |
| Полуштык | Выбленочный узел                 | Морской схватывающий штык, сделанный концом троса на опоре в морском деле, в основе — пара одинаковых полуштыков                                                                    |             |
| Полуштык | Буйрепный узел                   | Морской крепёжный штык, сделанный концом троса на якоре в морском деле, в основе — пара одинаковых полуштыков                                                                       |             |
| Полуштык | Узел стремя                      | Альпинистский крепёжный штык, сделанный серединой верёвки на карабине, в основе — пара одинаковых полуштыков                                                                        |             |
| Полуштык | Мачтовый штык                    | Морской крепёжный штык, сделанный концом троса на опоре, в основе — пара одинаковых полуштыков                                                                                      |             |
| Полуштык | Констриктор                      | Бытовой крепёжный штык, завязанный на опоре, в основе — пара одинаковых полуштыков                                                                                                  |             |
| Полуштык | Двойной констриктор              | Бытовой крепёжный штык, завязанный на опоре, в основе — три одинаковых полуштыков                                                                                                   |             |
| Полуштык | Узел Дистеля                     | Схватывающий штык на альпинистской верёвке, в основе — пара одинаковых полуштыков со шлагами                                                                                        |             |
| Полуштык | Задвижной штык                   | Морской схватывающий штык, сделанный концом тонкого троса на конце толстого каната, в основе — шлаг с полуштыком                                                                    |             |
| Полуштык | Регулируемый соединительный узел | Морской схватывающий штык, составленный из пары задвижных штыков, сделанный ходовыми концами пары тросов одинакового диаметра на паре коренных концов, в основе — шлаг с полуштыком |             |
| Петля    | Карабинный тормоз                | Альпинистский штык на паре карабинов |             |
| Петля    | Автоблок                         | Альпинистский схватывающий штык на альпинистской верёвке, в основе — шлаги |             |
| Петля    | Узел Бахмана                     | Альпинистский схватывающий штык на карабине на альпинистской верёвке, в основе — шлаги                                                                                              |             |